# Котяча акула західноафриканська
Котяча акула західноафриканська (Scyliorhinus cervigoni) — акула з рід Котяча акула родини Котячі акули.

## Опис
Загальна довжина досягає 76-80 см. Самці трохи менше за самиць. Зовнішністю схожа на Scyliorhinus stellaris. Голова широка, сплощена. Очі помірно великі, мигдалеподібні, з мигальною перетинкою. За ними розташовані невеличкі бризкальця. Носові клапани доволі широкі. Губні борозни присутні лише на нижній губі. Рот помірного розміру. Зуби дрібні, розташовані у декілька рядків. У неї 5 пар зябрових щілин. Тулуб дуже гладкий (товстий). Грудні плавці великі, кінчики закруглені. Має 2 спинних плавця, з яких передній більше за задній. Передній спинний плавець розташовано позаду черевних плавців, задній — анального. Анальний плавець більше за задній спинний плавець, широкий та низький. Хвостовий плавець відносно короткий, гетероцеркальний.
Забарвлення спини сіро-коричневе. По спині, боках та плавцях розкидані численні чорні плями круглої форми та менше чіткі плями сідлоподібної форми. Також присутні 8-9 сідлоподібних смуг. Черево має білуватий колір.

## Спосіб життя
Тримається на глибинах від 45 до 500 м. Воліє переважно до мулистих та кам'янистих ґрунтів. Полює біля дна, є бентофагом. Живиться переважно дрібними костистими рибами, а також невеличкими ракоподібними і головоногими молюсками, морськими черв'яками.
Це яйцекладна акула. Самиця відкладає 2 яйця завдовжки 7-8 см та завширшки 3 см.

## Розповсюдження
Мешкає уздовж західного узбережжя Африки: від Мавританії до Анголи.